# Повінь в Ріу-Гранді-ду-Сул (2024)

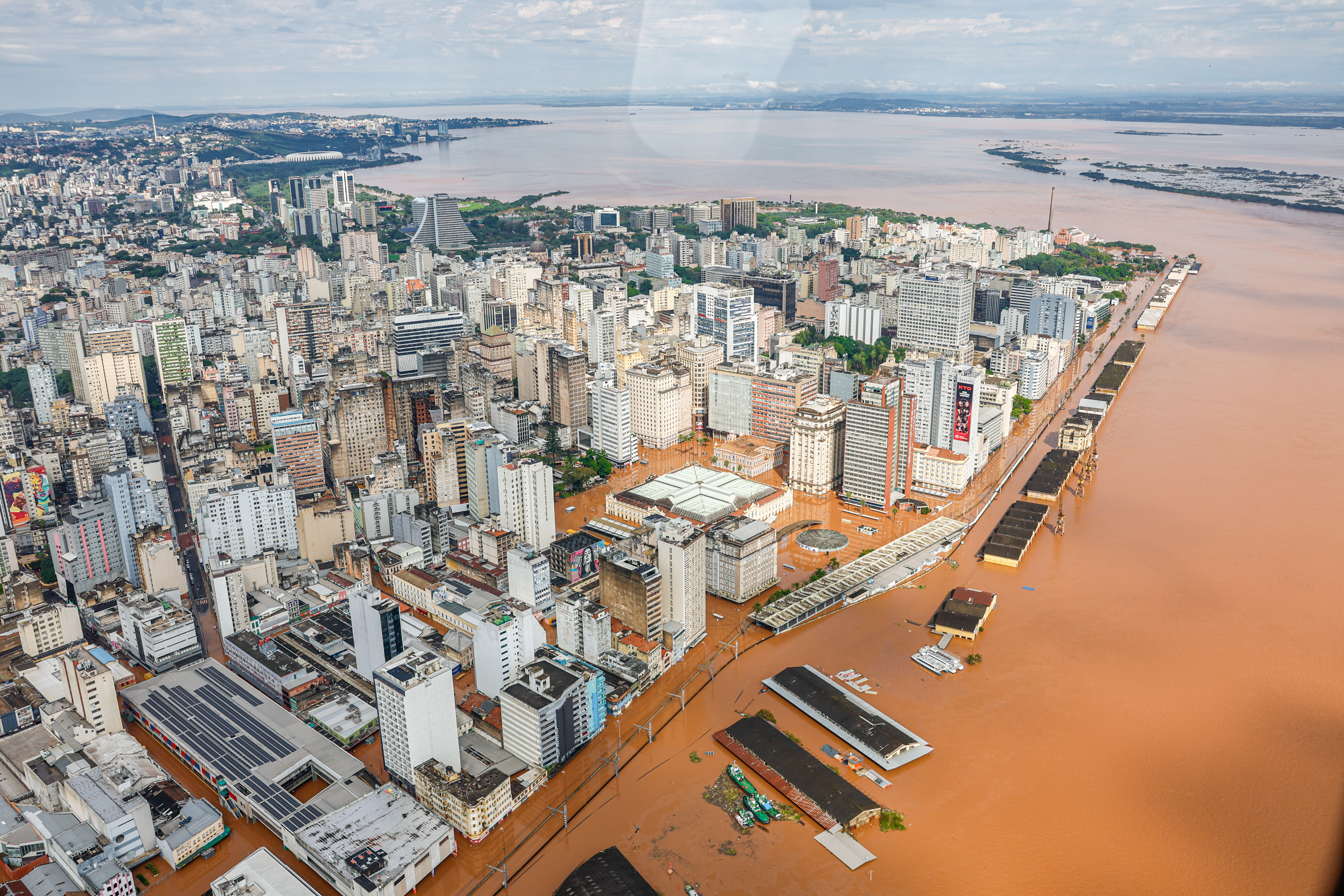

Повінь в Ріу-Гранді-ду — Сул - повінь в бразильському штаті Ріу-Гранді-ду-Сул, що почалася 29 квітня 2024 року. Воно стало найсильнішим в Бразилії за останні 80 років, загинуло понад 100 осіб.

## Причини повені і розвиток подій
Природний феномен Ель-Ніньо викликає в Бразилії посуху на півночі і сильні опади на півдні країни. Як вважають багато експертів, вплив Ель-Ніньо посилюється глобальним потеплінням. У середині квітня над центральною частиною Бразилії сформувався блокуючий антициклон з аномально високими температурами, на 5-10 °C вище колишніх рекордів для цієї пори року. Взаємодія цієї повітряної маси з більш холодною морською призвела до формування атмосферного фронту. Сильні дощі почалися 28 квітня на півночі штату, а в наступні дні охопили звістку штат. Тільки за 30 квітня в деяких частинах штату випало 150 мм опадів. Розлив місцевих річок 2 травня призвів до часткового руйнування греблі ГЕС 14 de Julho, що утворилася в результаті хвиля висотою 2 м погіршила становище розташованих вниз за течією населених пунктів.  

## Наслідки
Станом на 9 травня 2024 року загинуло 107 осіб, 134 значилися зниклими безвісти, 164 тис.осіб змушені були покинути свої будинки. Ліквідація наслідків обійдеться в 3,7 млрд доларів. До 11 травня 2024 року кількість загиблих досягла 126 осіб.